# Национален музей на образованието
Националния музей на образованието е музейна експозиция показваща етапите на българското образование от IX век до днес. Намира се в едно от крилата на Априловската гимназия в Габрово.

## История
През 1974 година в сградата на Априловска гимназия се изгражда Национален музей на образованието, който е единствен в страната и представя развитието на българското образование от IX век до наши дни.

## Експозиции
- Във фонда на музея се съхранява подредената от Васил Априлов лична библиотека.
- Там се пазят и книгите, написани от Априлов – „Денница на новобългарското образование“ (1841), „Българските книжници“ (1841), „Българските грамоти“ и други.[1]
- Музейната експозиция е разделена в пет зали.
- Интерес представлява възстановката на взаимното училище. [2]
- В кинозалата на музея се прожектират филми, свързани с българското образование.
- Правят се периодични изложби, свързани с различни чествания на културни събития.[3]